# 連培基
連培基，江西省建昌府南城縣人，清朝政治人物、同進士出身。
光緒六年（1880年），参加庚辰科殿試，登進士三甲第13名。同年五月，改翰林院庶吉士。光緒九年四月，散館，授翰林院檢討。